# Arnavut ciğeri
L'arnavut ciğeri (littéralement « foie à l'albanaise ») est un plat turc composé de morceaux de foie d'agneau ou de veau frits et de pommes de terre frites à l'huile, le tout assaisonné de piment et servi traditionnellement avec de l'oignon, des tomates et du persil.

## Étymologie
Le mot arnavut (albanais) fait partie d'un plat de la cuisine d'Istanbul appelé arnavut ciğeri (foie à l'albanaise),.

## Histoire
Les origines de l'arnavut ciğeri remontent au XVe siècle, à la suite des guerres dans ce qui est devenu les Balkans ottomans (Roumélie) et de l'immigration d'Albanais dans la région d'Istanbul,. Les personnes voyageant des Balkans vers l'Anatolie ottomane ont influencé la région, comme les Albanais qui ont été employés comme vendeurs ambulants de foie cru.
À la fin du XVIIe siècle, le voyageur ottoman Evliya Çelebi a noté que des Albanais étaient bouchers à Istanbul, originaires d'Ohrid, de Korçë et d'Hurupişte (l'actuelle Árgos Orestikó) et qu'ils vendaient des abats d'agneau tels que le foie, le cœur et les reins. Le plat arnavut ciğeri est entré dans la cuisine turque pendant la période ottomane, lorsque les Ottomans ont assimilé les traditions culinaires des peuples qu'ils rencontraient et les ont fusionnées avec leur propre cuisine, leurs pratiques culinaires et leurs coutumes. 